# 土屋重成
土屋 重成（つちや しげなり、永禄7年（1564年） - 慶長16年（1611年）7月）は戦国時代の武士。通称権右衛門尉。

## 概要
土屋重治の三男として生まれ、徳川家康、秀忠に歴仕した。
慶長16年（1611年）7月死去。享年48。子の土屋重正（権十郎）は秀忠、家光に仕えるも子がおらず、加藤勘右衛門の次男・土屋重吉（半三郎）を養子に迎えた。重吉は後に自殺し家は絶えた。